# 곽정은
곽정은(郭正恩, 1978년 12월 10일 ~ )은 대한민국의 기자, 작가다. 현재 헤르츠컴퍼니 대표, 이전에는 코스모폴리탄 잡지 피쳐 에디터 맡고 JTBC 《마녀사냥》 외 등 방송출연하기도 하였다. 방송인 장영란과 중학교 동창이라 밝혔다.

## 학력
- 명덕외국어고등학교 졸업
- 서강대학교 영어영문학과 학사
- 한양대학교 상담심리대학원 성인상담 석사
- 동국대학교 대학원 선학 박사

## 방송 활동
- MBC FM4U 《허수경의 음악동네》 게스트
- FashionN 《사심연구소》 (2012년)
- E채널 《연애 정산 쇼 러브 옥션》 (2013년)
- On Style 《한여름밤의 꿈 소나기》 (2013년)
- JTBC 《마녀사냥》 고정 패널 (2013년 ~ 2015년)
- MBC every1 《더 모스트 뷰티풀데이즈》
- KBS W 《빨간 핸드백》 (2015년)
- JTBC 《김제동의 톡투유 - 걱정 말아요! 그대》 (2015년)
- 채널A 《풍문으로 들었쇼》
- KBS2 《1%의 우정》(김지민 (희극인)과 공동출연)
- KBS 조이 《연애의 참견》
- KBS2 《연중 라이브》 (2020년)

## 저서
- 2009년 《연애하듯 일하고 카리스마 있게 사랑하라(잘나가는 그녀들의 성공백서)》 (21세기북스)
  - 권은아, 김혜련, 오주연 공동
- 2009년 《신데렐라의 유리구두는 전략이었다 (갖고 싶은 남자를 갖는 법)》 (21세기북스)
  - 2018년 재발매
- 2010년 《연애하려면 낭만을 버려라》 (시드페이퍼)
- 2012년 《내 사람이다(만나고 헤어지는 일 그 안에 사람이 있다)》 (출판사 달)
  - 2015년 재발매
- 2014년 《혼자의 발견》 (출판사 달)
- 2016년 《우리는 어째서 이토록(사랑에 관한 거의 모든 고민에 답하다)》 (출판사 달)
- 2016년 《편견도 두려움도 없이(한국에서 여자로 살아간다는 것에 대하여)》 (출판사 달)
- 2017년 《여성의 일, 새로고침》 (닐다)
  - 김희경, 김현정, 장영화, 은수미 공동
- 2019년 《혼자여서 괜찮은 하루》 (해의시간)